# Almantiga
Almantiga es una localidad de la provincia de Soria, partido judicial de Almazán, Comunidad Autónoma de Castilla y León, en España. Pertenece al municipio de Almazán.
Desde el punto de vista jerárquico de la Iglesia católica forma parte de la Diócesis de Osma la cual, a su vez, pertenece a la Archidiócesis de Burgos, aunque históricamente ha pertenecido al obispado de Sigüenza, en el arciprestazgo de Almazán.

## Geografía
Con una altitud de 957 m s. n. m., situado 37 km al sur de la capital de la provincia y a 197 km de Madrid.

«...Es un pequeiio pueblo situado en un llano, que vá elevándose poco a poco, formando varias cuestas, y está combatido por todos los vientos. 
Tiene unas 50 almas, y dista de Soria siete, leguas, una de Almazán, su partido, siete de Sigüenza, y veintinueve de Burgos, su audiencia antigua y capitanía general. 
Su suelo, es bastante húmedo, por cuya razón el clima es enfermizo, y propenso a tercianas reumas. 
Tiene una , Iglesia parroquia, rural de segunda clase, dedicada a San Juan Evangelista; el edificio, es sumamente pequeño, tiene tres altares miserables, por anejo la parroquial de Lodares, y carece de casa rectoral. 
EL término, confina con los de Almazán; la Miñosa, Cobarrubias, Lodares del Monte, y Barca. 
En su. término, que es endeble y pedregoso, con bastantes cerros; se encuentran dos fuentes y un arroyo, que nace junto a Lodáres: pasa inmediato al pueblo y desagua en el Duero, junto a Almazán. 
Produce granos, patatas y legumbres. 
Almántiga corresponde al arciprestazgo de Almazán y al centro de Conferencias de Barca, donde asiste con el vecino pueblo de Cobertelada....»

## Demografía
Almantiga contaba a 1 de enero de 2010 con una población de 6 habitantes, 5 hombres y 1 mujer.
| Gráfica de evolución demográfica de Almantiga entre 2000 y 2010                                  |
|                                                                                                  |
| Población de derecho (2000-2010) según los censos de población del INE a 1 de enero de cada año. |

Además de Almantiga, existen unas localidades cercanas administradas por el ayuntamiento de Almazán que no superan los 30 habitantes. Son: Almántiga, Balluncar, Cobertelada, Covarrubias, Fuentelcarro, Lodares del monte y Tejerizas.

## Economía
Destaca la industria de la ganadería y la agricultura.

## Historia
En el censo del obispado seguntino de 1353 leemos: 

en la eglesia de lodares e almantica ay un beneficio curado vale de renta con sus aventuras 350 mrs. item ay medio beneficio en la eglesia de almantica alo el absente val de renta 20 mrs...

En el catastro de Ensenada, de mediados del siglo XVIII, este lugar del señorío del marqués de Almazán y conde de Altamira figura con once vecinos que viven en trece casas. Por oficios había un guarda de ganado, dos pastores, un medidor de vino, un sacristán fiel de hechos, nueve lavradores y un pobre de solemnidad.
A la caída del Antiguo Régimen la localidad se constituye en municipio constitucional en la región de Castilla la Vieja, partido de Almazán que en el censo de 1842 contaba con 10 hogares y 44 vecinos.
A mediados del siglo XIX este municipio desaparece porque se integra en Cobertelada.

## Patrimonio
Su iglesia parroquial católica de San Juan Evangelista presenta dos elementos románicos en su interior: un capitel que sirve de apoyo del coro alto y un pilar del agua bendita. El capitel es muy tosco y solo presenta unas volutas y crochés angulares. El pilar del agua bendita es una columnita de unos setenta y cinco centímetros de altura «con basa de grueso toro inferior con bolas, banda de dientes de sierra sobre el collarino y capitel vaciado simplemente ornado con banda de zigzag incisa. Sobre ella se dispuso otra pileta de agua bendita más moderna».
En su exterior destaca el breve pórtico, que recuerda a la parroquial del cercano Lodares del Monte. Tiene una columna de apoyo y el tejadillo es una pequeña muestra del quehacer artesanal de los artesanos de la madera.
Asimismo, en lo alto de la espadaña se ha empleado el ladrillo.

## Fiestas
Las fiestas principales las celebran en mayo.

## Cultura
La localidad contaba con una escuela, la cual se cerró años atrás por no haber niños suficientes para continuar con su funcionamiento.

## Curiosidades
En 1886 (Nomenclátor diocesano):
"Es un pequeño pueblo situado en un llano, que va elevándose poco a poco, formando varias cuestas, y está combatido por todos los vientos. Tiene unas 50 almas, y dista de Soria siete, leguas, una de Almazán, su partido, siete de Siguenza, y veintinueve de Burgos, su audiencia antigua y capitanía general. Su suelo, es bastante húmedo, por cuya razón el clima es enfermizo, y propenso a tercianas reumas. Tiene una Iglesia parroquial rural de segunda clase, dedicada a S. Juan evangelista; el edificio, es sumamente pequeño, tiene tres altares miserables, por anejo la parroquial de Lodares, y carece de casa rectoral.
El término, confina con los de Almazán, La Miñosa, Cobarrubias, Lodares del Monte, y Barca. En su. término, que es endeble y pedregoso, con bastantes cerros; se encuentran dos fuentes y un arroyo, que nace junto a Lodares: pasa inmediato al pueblo y desagua en el Duero, junto a Almazán. Produce granos, patatas y legumbres. Almántiga corresponde al arciprestazgo de Almazán y al centro de Conferencias de Barca, donde asiste con el vecino pueblo de Cobertelada".
Noménclator de Blasco: 1909
"Pequeño lugar o caserío de unas 50 almas. Situado en el partido de Almazán y jurisdicción eclesiástica de Siguenza, entre los términos de la cabeza de dicho partido, La Miñosa, Lodares del Monte y Cobertelada.
Tiene iglesia parroquial y escuela dotada con 500 pesetas. Su terreno, endeble y pedregoso en parte, es recorrido por las aguas de dos fuentes que abastecen al vecindario y saludado por un arroyo que nace junto a Lodares para ir a unirse con el Duero cerca de Almazán.
Aunque exhausto de arbolado, no es de los pueblos menos favorecidos para la caza de perdices y conejos. Las producciones son las ordinarias de agricultura y algunos ganados".